# Helen McShane
Helen Irene McShane  es una médica británica de enfermedades infecciosas y profesora de vacunología en el Instituto Jenner de la Universidad de Oxford, donde ha dirigido el grupo de investigación de vacunas contra la tuberculosis desde 2001.   Es investigadora principal en Harris Manchester College, Oxford.

## Educación
Helen McShane estudió por primera vez en la Universidad de Londres, donde obtuvo una licenciatura intercalada en psicología en 1988 seguida de una licenciatura en medicina, licenciatura en cirugía (MB BS) en 1991. Posteriormente obtuvo un doctorado en filosofía de la Universidad de Londres en 2002 por investigación sobre estrategias de inmunización para mejorar las respuestas de células T contra Mycobacterium tuberculosis.